# Distrito de Bor
El Distrito de Bor (Вopcки oкpyг / Borski okrug) es un distrito de Serbia. Tiene una superficie de 3.507 km² y una población total de 178.718 hab. Su capital es la ciudad homónima de Bor
Está ubicado en el oriente de Serbia Central y limita al N con Rumania, al E con Bulgaria, al S con el distrito de Zaječar y al O con Pomoravlje y Braničevo.

## Geografía
Este distrito está cubierto por montañas en un 67% de su superficie. Los principales ríos que lo atraviesan son: Danubio, Timok, Rečka, Porečka y Kosovica. Cuenta con un clima templado continental húmedo, con veranos calurosos e inviernos fríos y abundantes lluvias en todo el año.

## Municipios
El distrito de Bor se divide en 4 municipios (Општина / Opština):
- Bor
- Kladovo
- Majdanpek
- Negotin

## Turismo
- Palacio del Emperador Alejandro I del año 1856 de estilo romántico, en Bor.
- Cerca de la ciudad de Bor se encuentra una de las minas de cobre más grandes de Europa, en funcionamiento desde 1904.

- Datos: Q477586
- Multimedia: Bor District / Q477586